# Oberversicherungsamt Schleswig
Das Oberversicherungsamt Schleswig war ein preußisches Oberversicherungsamt mit Sitz in Schleswig.

## Geschichte

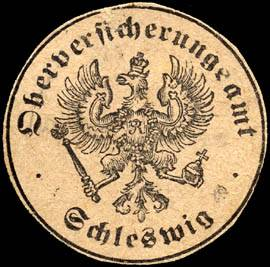
Siegelmarke des Oberversicherungsamtes Schleswig

1912 wurden reichsweit Oberversicherungsämter gebildet. In Preußen wurden diese überwiegend bei den Regierungsbezirken angesiedelt. In Schleswig-Holstein entstand jedoch nur ein Oberversicherungsamt für die ganze Provinz Schleswig-Holstein.
Das Oberversicherungsamt Schleswig löste damit die Schiedsgerichte in der Sozialversicherung ab und übernahm entsprechend das Gebäude der Landesversicherungsanstalt Kiel. Diese hatte in den Jahren 1903/04 ein Dienstgebäude in Schleswig, Poststraße 4, mit einem Sitzungssaal, Untersuchungszimmer für ärztliche Sachverständige, Warteräumen und Büroräumen für 78.113,67 Mark errichtet. Dort nahm das Oberversicherungsamt am 3. Juli 1912 seine Geschäfte auf.
Mit dem Ende des Ersten Weltkriegs wurde die Versorgung der Kriegsverletzten ein wichtiges Thema der Sozialversicherung. Mit dem Militär-Versorgungsgesetz vom 1. Februar 1919 und dem Verfahrensgesetz vom 18. Februar 1919 wurden diese geregelt und die Überprüfung der Versorgungsbescheide den ordentlichen Gerichte entzogen und gesonderten Militär-Versorgungsgerichten (später: Versorgungsgerichte) zugeordnet, die den Oberversicherungsämtern angegliedert waren.
Dies führte zu einer starken Steigerung der Zahl der zu bearbeitenden Fälle. 1920 lagen beim Oberversicherungsamt Schleswig 7557 Verfahren vor, beim Militär-Versorgungsgericht waren es 21.407. In Schleswig war insbesondere die Frage der kriegsbeschädigten Nordschleswiger unklar. Diese waren nun ja dänische Bürger aber als Deutsche Kriegsteilnehmer gewesen. Schließlich entschied der Abwicklungskommissar am 10. Juli 1921, dass die dänischen Behörden zuständig seien.
1923 waren ein Direktor, drei Regierungsräte, ein Amtsgerichtsrat, vier Regierungs-Obersekretäre, ein Landes-Obersekretär, fünf Kanzleibeamte und ein Amtsgehilfe beim Oberversicherungsamt Schleswig tätig. 1922 wurde eine Außenstelle in Kiel eingerichtet, die von Hugo Canditt geleitet wurde. Der Geschäftsbetrieb dort war durch die Inflation stark behindert und wurde 1924 bereits wieder aufgegeben. Auch in Altona wurde von 1922 bis 1923 eine Außenstelle betrieben, aber schnell wieder eingestellt.
Die Machtergreifung der Nationalsozialisten führte 1933 zu einer politischen Säuberung des Amtes. Dies betraf insbesondere die Beisitzer der Arbeitnehmerseite, die vielfach Sozialdemokraten oder Kommunisten waren. Beim Oberversicherungsamt Schleswig waren dies 53 Personen. Bei keinem war die jüdische Herkunft als Grund vermerkt.
Mit dem Groß-Hamburg-Gesetz vom 26. Januar 1937 wurden das Oberversicherungsamt Lübeck und die Spruchkammer des Oberversicherungsamt Oldenburg in Eutin aufgelöst und deren Fälle dem Oberversicherungsamt Schleswig zugeordnet. Im Gegenzug ging die Verantwortung für die Fälle aus Altona und Wandsbek an das Oberversicherungsamt Hamburg über.
Nach dem Ende des Zweiten Weltkriegs verblieb Direktor Pauly noch bis zum 20. August 1945 im Amt. Die Militärregierung setzte zum 24. September 1945 Hugo Canditt als Nachfolger ein. Mit der Stabilisierung in der Nachkriegsphase stieg die Zahl der Fälle erneut stark an. Insbesondere die Währungsreform am 20. Juni 1948 führte zu einem Sprung der Fallzahlen:
| Jahr | Eingänge | Erledigungen |
| ---- | -------- | ------------ |
| 1946 | 946      | 444          |
| 1947 | 1363     | 1473         |
| 1948 | 3841     | 2808         |
| 1949 | 9717     | 6092         |
| 1950 | 12.009   | 13.772       |
| 1951 | 10.756   | 10.819       |
| 1952 | 12.725   | 9078         |
| 1953 | 10.569   | 10.404       |

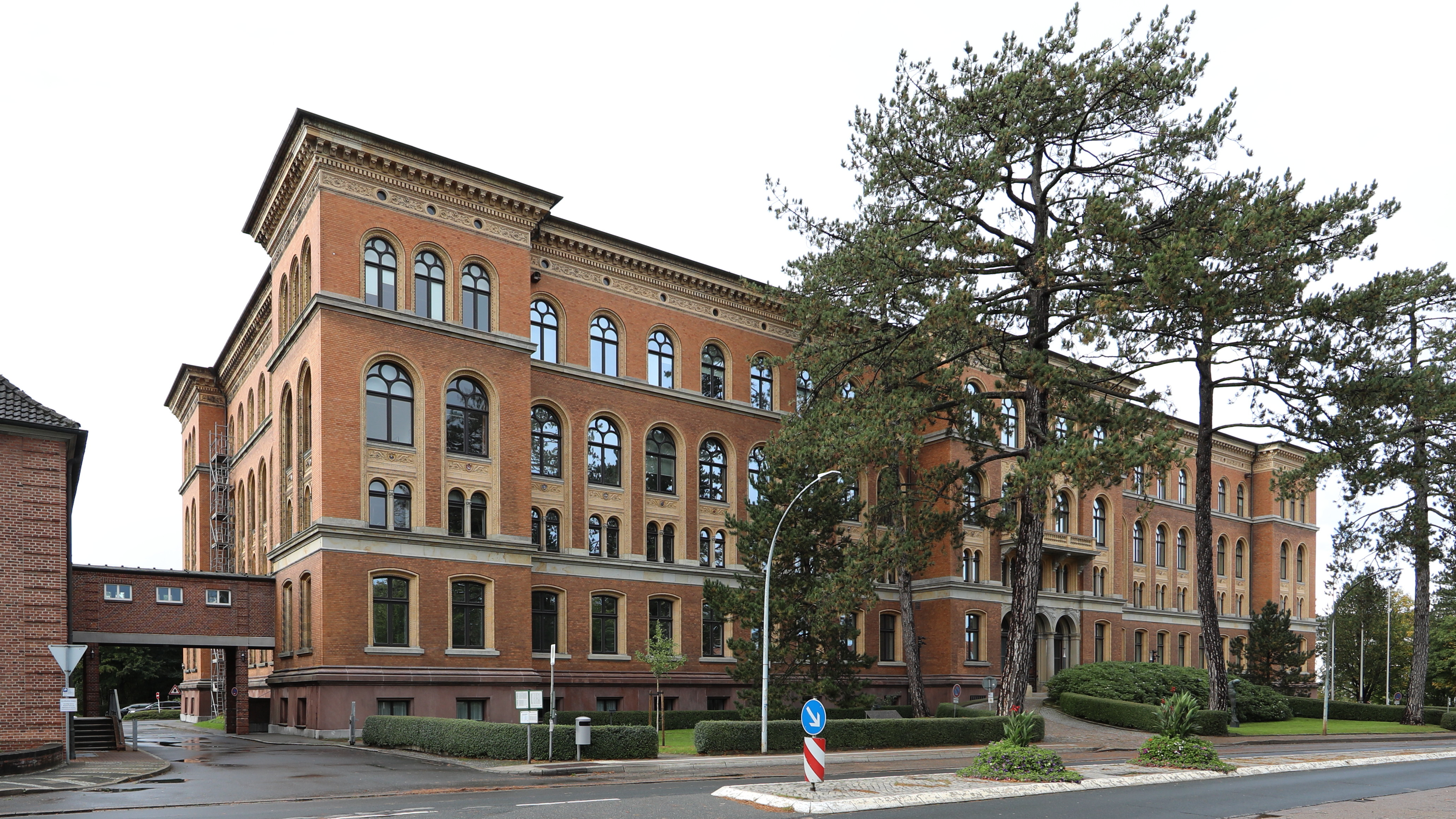
Gottorfstraße 2

1948 zog das Amt in die Gottorfstraße 2 (Oberlandesgericht Schleswig) um. 1954 wurde es aufgehoben und das Schleswig-Holsteinische Landessozialgericht übernahm seine Aufgaben.

## Bekannte Fälle
Ein bekannter Fall war die Hinterbliebenenversorgung für Lina Heydrich.

## Personen

### Direktoren
- Hermann Otto Martin Livonius (1912–1923)
- Siegfried Anton Karl Otto Süs (1923–1928)
- Dr. Rödiger (1928–1931)
- Karl Feltkamp (1931–1932)
- Karl Friedrich Pauly (1932–1945)
- Hugo Canditt (1945–1949)
- Ernst Siegfried Buresch (1949–1954)

### Weitere Räte
- Hans-Adolf Asbach
- Hartmut Gerstenhauer